# Pete Trewavas
Peter John Trewavas (Middlesbrough, 15 januari 1959) is een Engelse muzikant. Hij trad in 1982 als bassist tot Marillion toe, ter vervanging van Diz Minnitt. Af en toe is hij in Marillion ook achtergrondzanger of speelt hij akoestische gitaar. Daarnaast speelt hij in enkele andere bands.

## Jeugd
Trewavas groeide op in de stad Aylesbury in Buckinghamshire. In zijn jonge jaren kreeg Trewavas klarinetles. En hij zat in het schoolorkest. In Aylesbury ging hij in verschillende bands spelen; het grootste succes boekte hij met The Metros, die in 1982 in New York het voorprogramma voor Duran Duran verzorgden. Totdat hij een langdurige verbintenis met Marillion aanging.

## Stijl
Als invloeden en inspiratoren voor zijn spel noemt hij Paul McCartney, John Lennon, Chris Squire en Mike Rutherford. Daarnaast beweert Trewavas dat zijn bas-spel niet zozeer op een bepaalde stijl is georiënteerd, maar op gevoel is gebaseerd. “I really just kind of got into listening to music and stuff, trying to evolve. For me it’s not about styles – it’s about feel.” Naar het voorbeeld van andere bassisten uit de progressieve rock componeert Pete Trewavas gecompliceerde loopjes die ver zijn uitgewerkt. En daarbij beperkt hij zich niet tot het louter ondersteunen van het ritme, maar neemt hij actief deel aan de melodie van een song. In de muziekpers is hij daarom vaak vergeleken met Chris Squire, oud-bassist van Yes.

## Marillion

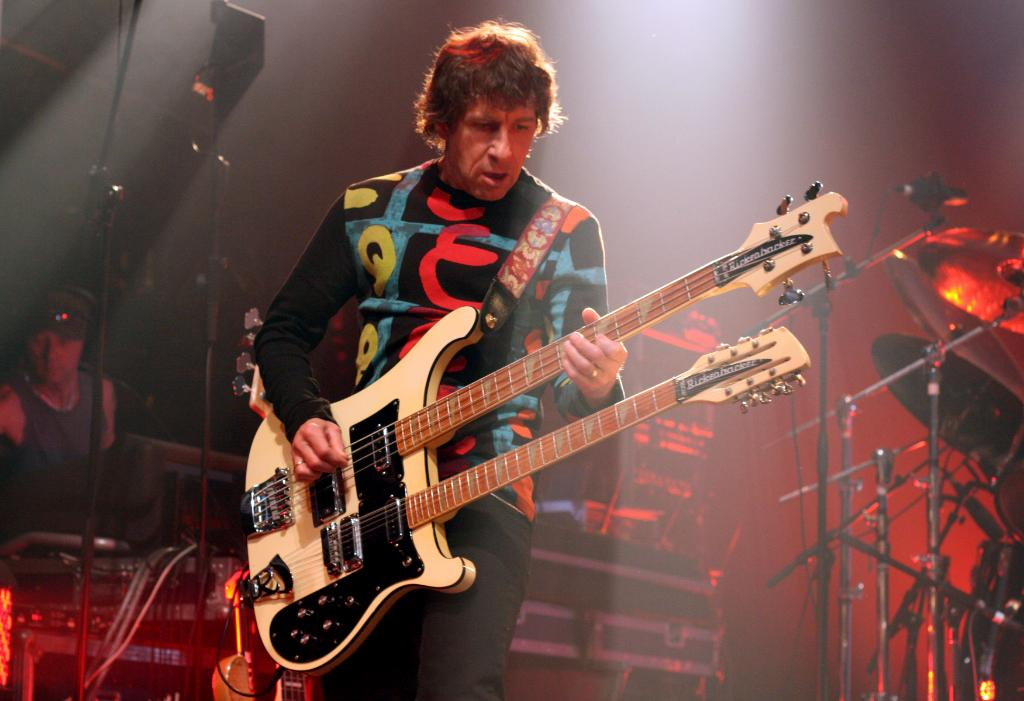
Pete Trewavas met Marillion in Montreal (2009)

Vanaf 1982, enkele jaren na de oprichting van de band, was hij een vaste waarde in Marillion. Op Market square heroes, de eerste EP die zij uitbrachten, is Trewavas’ bas al te horen. Hij maakte onderdeel uit van zowel de successen van de band – zoals Script For A Jester's Tear, Misplaced Childhood en Clutching at Straws – als de tijdelijke terugval die hij gekend heeft.
Voordat Marillion in 1997 bij een nieuwe platenmaatschappij verder ging met het album This Strange Engine, startten de bandleden eigen projecten en speelde Trewavas de baspartijen in voor Carnival of Souls (1996) van Steve Rothery’s project The Wishing Tree. In datzelfde jaar speelde hij met de Engelse drummer van Marillion Ian Mosley en de Franse gitarist/pianist Sylvain Gouvernaire het instrumentale album Crossing the Desert in; dit gelegenheidstrio noemde zich Iris. Voor Ian Mosley  en Ben Castle deed hij ook mee aan het album Postmankind (2000).
Met zijn Rickenbacker 4080/12 is hij een opvallende verschijning op concertpodia. Maar doorgaans speelt hij op een Cort GB4 Custom. Tijdens een Marillion-concert in The Junction in Cambridge, op 17 september 2012, meldde zanger Steve Hogarth het opmerkelijke nieuws dat Trewavas "Sweet Pea Tremendous" heette, sinds hij zijn naam door een anagram-oplosser had gehaald.
Een merkwaardig fenomeen is Los Trios Marillos, een trio bestaande uit Peter Trewavas, Steve Rothery en Steve Hogarth. Dit gezelschap treedt sinds enkele jaren sporadisch in kleine setting op en speelt dan voornamelijk akoestisch nummers van Marillion. In 2007 trad Los Trios Marillos gratis op, op de markt in Almelo. 

## Andereacts
Tegenwoordig maakt Trewavas naast zijn vaste lidmaatschap van Marillion ook deel uit van de progressieve rock supergroep, Transatlantic. En in 2004 richtte Trewavas een andere groep op, Kino; daarin speelt hij samen met John Mitchell (leadgitarist van It Bites en Arena), keyboardist John Beck (It Bites) en drummer Chris Maitland (ex-Porcupine Tree). 

### Transatlantic

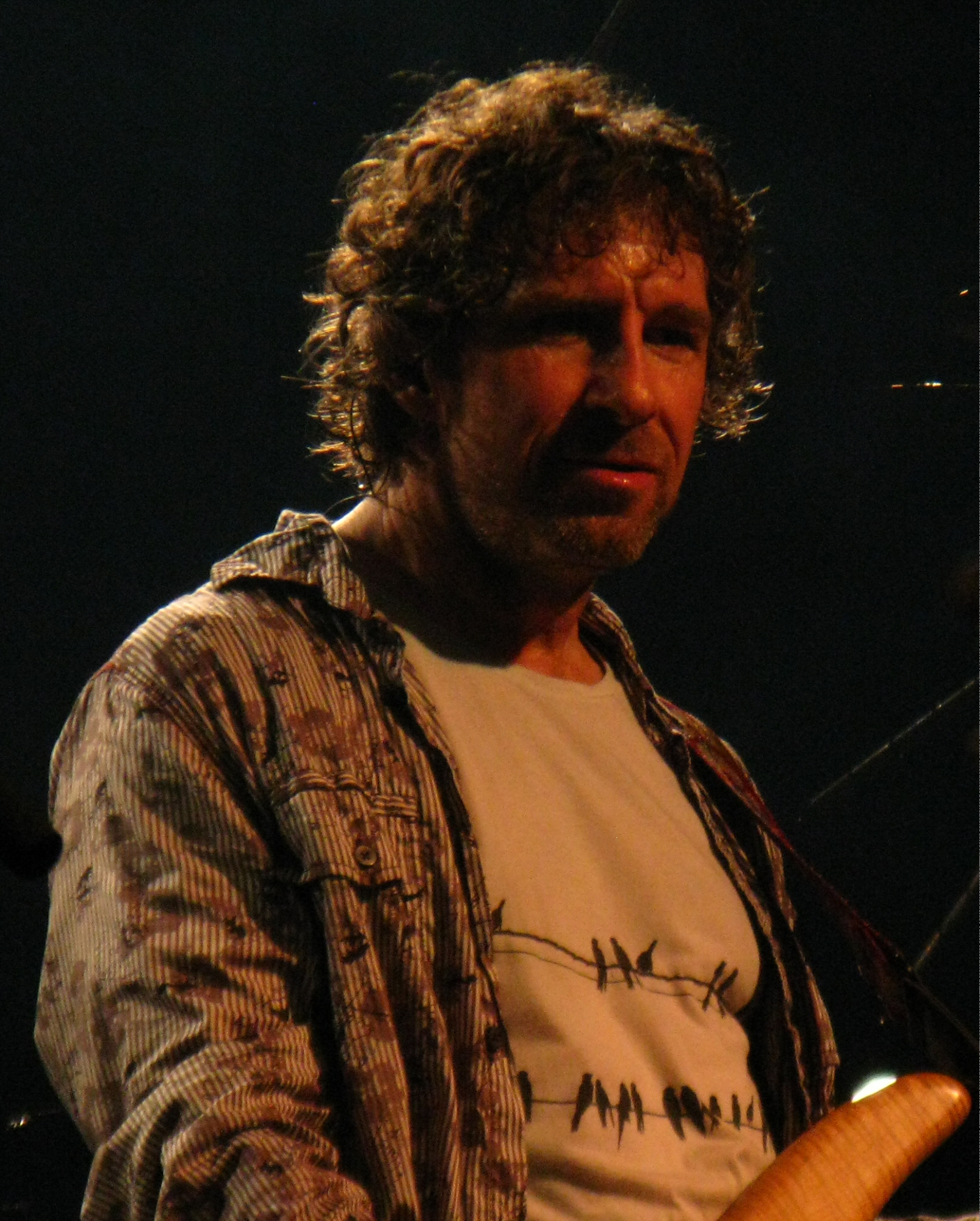
Trewavas op tour met Transatlantic (2010)

In 1999 kreeg Trewavas de uitnodiging om met drummer Mike Portnoy (Dream Theater), zanger Neal Morse (Spock's Beard ) en gitarist Roine Stolt (Flower Kings) Transatlantic te gaan vormen. Zij brachten vier studioalbums en vijf live-albums uit. Hun wereldtournee bezorgde Pete Trewavas onder recensenten de bijnaam de "Chris Squire/Geddy Lee" van het afgelopen decennium. Op hun album The Whirlwind komen niet alleen zijn kwaliteiten als bassist, maar ook als componist en tekstschrijver tot hun recht. Hij schreef onder meer keyboardpartijen.

### Edison's Children
Pete Trewavas vormde in 2006 samen met zijn vriend Eric Blackwood het duo Edison's Children. Dit project was met name bedoeld om Trewavas, die altijd in het keurslijf van een band geperst had gezeten, zijn overige creativiteit gestalte te kunnen laten geven. Want in deze nieuwe setting kon hij naast bas en akoestische gitaar ook lead guitar en keyboard spelen, de drumprogrammering verzorgen en zingen. Bovendien kreeg hij de volledige controle over het schrijven en produceren van hun album, waarvoor de eerste opnamen in 2009 zijn gemaakt. Het conceptalbum In the last waking moments... handelde over een man die probeert te begrijpen of een bizarre gebeurtenis realiteit was geweest of een afglijden naar waanzin. Het werd uitgebracht op 11.11.11.
De single A million miles away (I Wish I Had A Time Machine) van Edison's Children deed het in het najaar van 2012 vrij goed in de Amerikaanse FMQB US Commercial Radio Top 40 en stond zelfs 25 weken in de top 100 (hoogste notering nummer 32).
Edison's Children stond in Montreal, Wolverhampton en Port Zélande in het voorprogramma van Marillions Brave 2013 Weekend. De show in Montreal werd opgenomen en op de B-kant van hun In the Last Waking Moments…-EP uitgebracht. De Britse show staat op hun album Somewhere between here and there.
Het tweede album van Edison's Children, The final breath before november, kwam op 13 december 2013 uit. Het werd gemixt door Jakko Jakszyk (zanger van King Crimson), John Mitchell en Robin Boult (leadgitarist van Fish). Eric Blackwood nam de zang- en gitaarpartijen op dit album voor zijn rekening en verzorgde de compositie samen met Henry Rogers van DeeExpus en Touchstone. Pete Trewavas schreef en produceerde het album samen met Eric Blackwood. Hij speelde lead guitar, bas en zong op veel nummers; bovendien programmeerde hij de symfonische orkestratie. Terwijl Edison's Children al was begonnen aan een 4e, episch album - dat meer in het hardrock-genre valt dan het symfonische The Final Breath Before November - werd in juni 2015 een "bridge-album" verwacht, Somewhere Between Here and There. Dit bevat naast 7 nieuwe ook 6 remixen van nummers van The Final Breath Before November van de hand van Jakko Jakszyk en John Mitchell, alsmede een live-versie van A Million Miles Away (Wolves, UK).

### Gastprojecten
Trewavas trad ook op tijdens Prog Aid, een liefdadigheidsproject, opgezet door Anthony Phillips om geld in te zamelen voor de slachtoffers van de tsunami van 2004.
Hij was gastmuzikant op het in 2007 verschenen album The Difference Machine van de Engelse progressieve rockband Big Big Train.

## Privé
Pete Trewavas is gehuwd en heeft twee kinderen.

## Discografie

### The Metros
- Driving Us Crazy (1981)

### Marillion

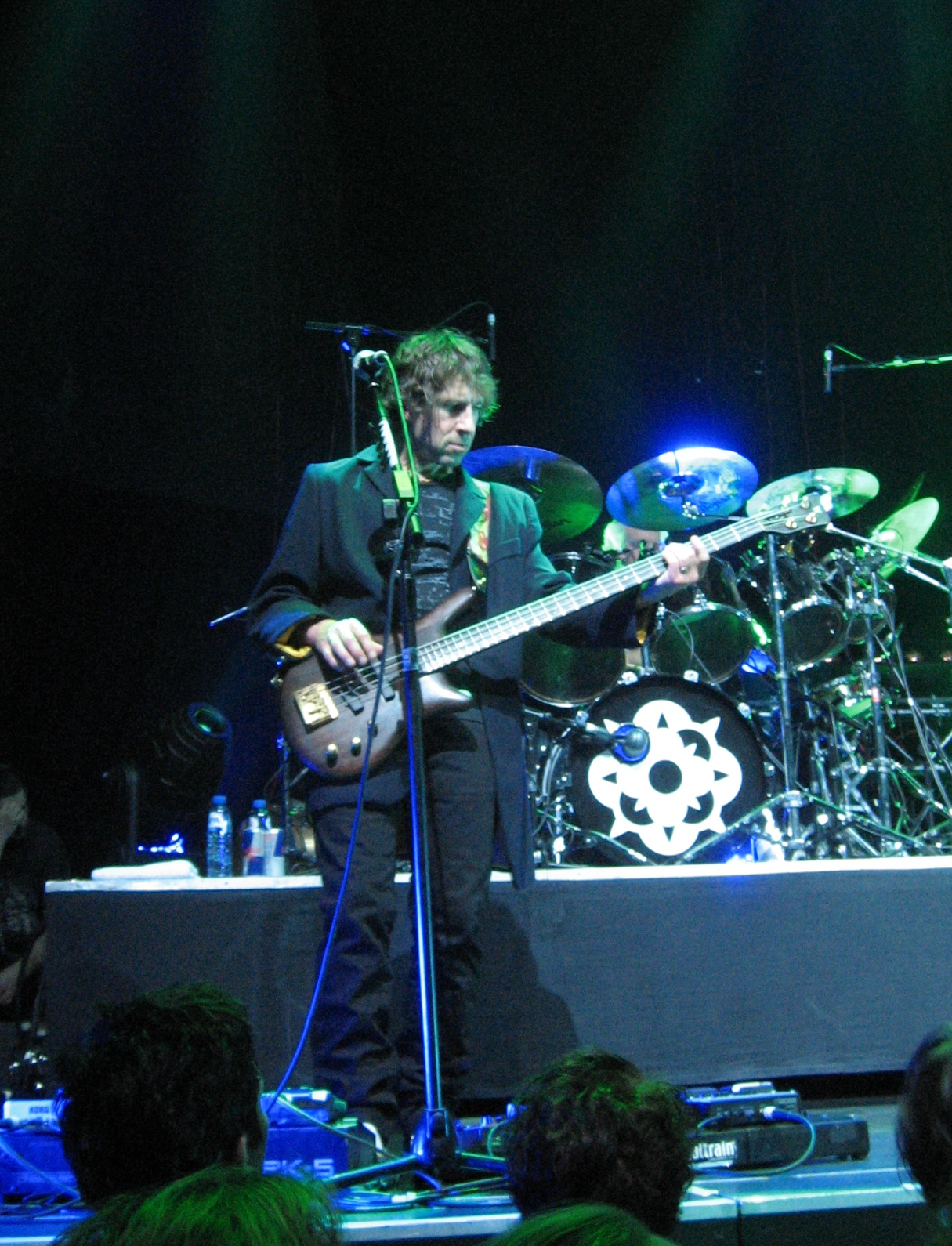
Pete Trewavas in Paradiso met Marillion (2007)

Pete Trewavas speelt op al het door Marillion uitgebrachte materiaal mee.

### Iris
- Crossing the Desert (1996)

### Transatlantic
- SMPT:e (2000)
- Live in America (2001)
- Bridge Across Forever (2001)
- SMPTe – The Roine Stolt Mixes (2003)
- Live in Europe (2003)
- The Whirlwind (2009)
- Whirld Tour 2010 – Live from the Shepard’s Bush Empire, London (2010)
- More Never Is Enough: Live in Manchester & Tilburg 2010 (2011)
- Kaleidoscope (2014)
- KaLIVEoscope: Live in Tilburg & Köln (2014)

### Kino
- Picture (2005)
- Cutting Room Floor (Live and Demo's Compilation) (2006)
- Radio Voltaire (2018)

### Edison's Children
- In the last waking moments (2011)
- In the first waking moments (2012)
- The final breath before november (2013)
- Somewhere between here and there (2015)
- The disturbance fields

### Robin Boult & Pete Trewawas
- Acoustic Industry (2011)

### The Prog World Orchestra
- A Proggy Christmas (2012)[a][15]

### Gastmuzikant
- Steve Hackett - Feedback 86 (2000)
- The Wishing Tree - Carnival of Souls (1996)
- Ian Mosley & Ben Castle - Postmankind (2001)
- Prog Aid - All Around The World E.P. (2007)
- Big Big Train - The Difference Machine (2007)

## Trivia
- Trewavas is een Manchester United fan.
- Degene die geïnteresseerd is in de instrumenten en het materiaal die Trewavas gebruikt, kan op de Engelstalige Wikipedia terecht.[1]